# Regió Centre-Oest del Brasil
La Regió Centre-Oest (en portuguès Região Centro-Oeste) és una regió del Brasil formada pel Districte Federal i els estats de Goiás, Mato Grosso i Mato Grosso do Sul.

## Economia
| Producte Intern Brut de la regió (IBGE/2004) | Producte Intern Brut de la regió (IBGE/2004) | Producte Intern Brut de la regió (IBGE/2004) | Producte Intern Brut de la regió (IBGE/2004) | Producte Intern Brut de la regió (IBGE/2004) | Producte Intern Brut de la regió (IBGE/2004) |
| Estat                                        | PIB milers de R$                             | % del PIB nacional                           | % del PIB regional                           | PIB per capita                               | % del PIB per capita regional                |
| -------------------------------------------- | -------------------------------------------- | -------------------------------------------- | -------------------------------------------- | -------------------------------------------- | -------------------------------------------- |
| Districte Federal                            | 80.517.409                                   | 3,75%                                        | 42,34%                                       | 34.510                                       | 41,7%                                        |
| Goiás                                        | 50.536.490                                   | 2,35%                                        | 26,58%                                       | 8.992                                        | 16,4%                                        |
| Mato Grosso                                  | 37.446.498                                   | 1,74%                                        | 19,69%                                       | 13.365                                       | 22,2%                                        |
| Mato Grosso do Sul                           | 21.642.528                                   | 1,01%                                        | 11,38%                                       | 9.557                                        | 19,7%                                        |
| Regió Centre-Oest                            | 190.141.788                                  | 8,85%                                        | 100%                                         | 14.382                                       | 100%                                         |